# Giardiasis
Giardiasis är en parasitsjukdom som orsakas av den encelliga organismen Giardia lamblia (även känd som Giardia intestinalis och Giardia duodenalis) och som man kan få genom att dricka smutsigt vatten. Giardia förekommer även i jord, livsmedel, och på andra ytor som har smittats med smutsigt vatten. Människor smittas genom att svälja parasiten eller genom att utsättas för mänsklig avföring, från en infekterad person, genom sexuell kontakt. Personer som reser till de länder där parasiten är vanligt förekommande löper en ökad risk, liksom personer som vistas i förskolemiljöer eller dricker orenat vatten.
Det vanligaste symptomet på giardiasis är diarré. Andra möjliga symptom inkluderar väderspänningar, oljig avföring, magkramp, orolig mage och illamående. Symtomen börjar vanligtvis en till tre veckor efter exponering och kan, utan behandling, pågå i två till sex veckor eller längre.
Giardiasis sprids oftast när cystor från Giardia lamblia i avföring förorenar mat eller vatten som senare förtärs oralt. Sjukdomen kan också spridas mellan människor och genom andra djur. Cystor kan överleva i upp till tre månader i kallt vatten. Giardiasis diagnostiseras via avföringstester.
Förebyggande åtgärder kan förbättras genom goda hygienrutiner. Runt 10% är asymtomatiska och behöver ofta ingen behandling. När symtom är närvarande ges behandling vanligtvis med antingen tinidazol eller metronidazol. Infektion kan leda till laktosintolerans, så det rekommenderas att undvika laktos tillfälligt efter en infektion. Resistens mot behandling kan förekomma hos vissa patienter.
Giardiasis förekommer över hela världen. Det är en av de vanligaste parasitsjukdomarna hos människor. Infektionsfrekvensen är 2-7% i den utvecklade världen och 20-30% i utvecklingsländerna. År 2013 fanns det cirka 280 miljoner människor världen över med symtomatiska fall av giardiasis. Världshälsoorganisationen klassificerar giardiasis som en försummad sjukdom.

## Tecken och symtom
Symtomen kan varierar från inga till allvarlig diarré med dåligt upptag av näringsämnen. Orsaken till denna stora variation i symtomens svårighetsgrad är inte helt känd, men tarmfloran hos den infekterade värden kan spela en roll. Diarré är mindre vanligt hos personer från utvecklingsländer.
Symtomen utvecklas vanligtvis 9–15 dagar efter exponering, men kan uppträda så tidigt som en dag efter smitta. Det vanligaste och mest framträdande symtomet är kronisk diarré, som kan pågå i veckor eller månader om den inte behandlas. Diarrén är ofta fet och illaluktande, med en tendens att flyta. Denna karaktäristiska diarré åtföljs ofta av andra symtom som gaser, magsmärtor och illamående eller kräkningar. Vissa människor upplever också symtom utanför mag-tarmkanalen, såsom klåda, nässelfeber och svullnad i ögon och leder, även om dessa är mindre vanliga. Feber uppträder endast hos cirka 15 % av de smittade.
Långvarig sjukdom kännetecknas ofta av diarré och malabsorption av näringsämnen i tarmen. Denna malabsorption orsakar feta avföringar, betydande viktminskning och trötthet. Dessutom har personer med giardiasis ofta svårigheter att absorbera laktos, vitamin A, folsyra och vitamin B12. Hos barn kan långvarig giardiasis orsaka utebliven tillväxt och försämra mental utveckling. Symtomatiska infektioner är välkända för att orsaka laktosintolerans, vilket oftast är tillfälligt, men kan bli permanent.

## Orsak

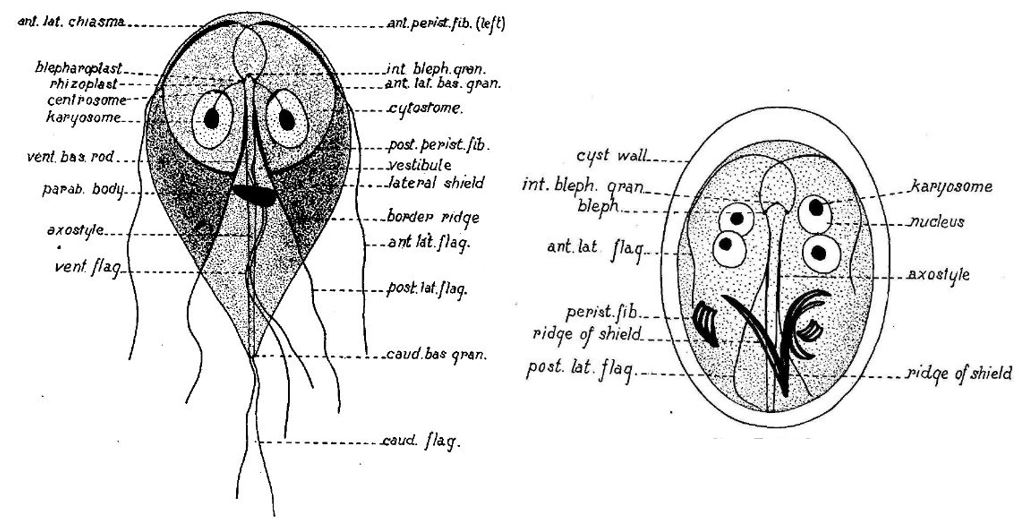
Ritad beskrivning av en trofozoit (vänster) och en cyst (höger).

Giardiasis orsakas av protozoen Giardia duodenalis. Infektionen förekommer hos många djur, inklusive bävrar, andra gnagare, kor och får. Djur tros spela en roll i att upprätthålla infektioner i en miljö.
G. duodenalis har underklassificerats i åtta genetiska grupper (betecknade A–H). Genotypning av G. duodenalis isolerad från olika värdar har visat att grupperna A och B infekterar det största antalet värddjur och verkar vara de främsta och möjligen enda G. duodenalis-grupperna som infekterar människor.
Riskfaktorer
Enligt United States Centers for Disease Control and Prevention (CDC) är följande grupper mest utsatta för infektion:
- Personer i barnomsorgs-miljöer
- Personer som är i nära kontakt med någon som har sjukdomen
- Resenärer till områden med dålig sanitet
- Personer som har kontakt med avföring under sexuell aktivitet
- Vandrare eller campare som dricker obehandlat vatten från källor, sjöar eller floder
- Simmande personer som sväljer vatten från simbassänger, bubbelpooler, fontäner eller obehandlat rekreationsvatten från källor, sjöar eller floder
- Personer som får sitt hushållsvatten från en grund brunn
- Personer med försvagat immunsystem
- Personer som har kontakt med infekterade djur eller djurmiljöer förorenade med avföring

Faktorer som ökar risken för infektion för personer från utvecklade länder inkluderar blöjbyten, att äta rå mat, äga en hund och resa i utvecklingsländer. Dock smittas 75 % av fallen i Storbritannien inom landet, inte genom resor till andra länder. I USA uppträder giardiasis oftare på sommaren, vilket tros bero på att mer tid spenderas på utomhusaktiviteter och resor i vildmarken.